# Turn Up The Sun!
«Turn Up The Sun!» — предстоящий британский триллер режиссёра Джейми Адамса. Главные роли в фильме исполнят Джеймс Макэвой, Лукас Браво, Эшлинг Франчози и Альмудена Амор.

## Сюжет
Подробности сюжета держатся в тайне, но известно, что в фильме пойдёт речь о двух парах, которые случайно бронируют один и тот же загородный особняк на выходные, но обнаруживают, что всё может оказаться не так, как кажется.

## В ролях
- Джеймс Макэвой
- Люка Браво
- Эшлинг Фрачози
- Альмудена Амор

## Производство
О начале работы над фильмом стало известно 31 октября 2023 года. В актёрский состав вошли: Джеймс Макэвой, Лукас Браво, Эшлинг Франчози и Альмуден Амор. Съёмки триллера пройдут в Великобритании.